# CBeebies
CBeebies är en barn-TV-kanal i Storbritannien under public service-bolaget BBC.
Kanalen inriktar sig på barn i åldrarna 0-6 år och erbjuder en mix av pedagogiska och underhållande program. CBeebies grundades den 11 februari 2002 och har sedan dess varit en viktig källa för kvalitativt innehåll för barn i Storbritannien och internationellt.

## Historia
CBeebies grundades den 11 februari 2002 som en del av BBC:s satsning på att erbjuda innehåll för barn och unga. Kanalen har sitt ursprung i BBC:s tidigare barnprogram, som sträcker sig tillbaka till 1930-talet. CBeebies är en del av BBC:s bredare barnutbud, som även inkluderar systerkanalen CBBC, som riktar sig till barn i åldrarna 6-12 år

## Programutbud
CBeebies erbjuder en bred blandning av program, inklusive animerade serier, live-actionprogram, kortfilmer och utbildningsserier. Kanalens programutbud är designat för att vara både underhållande och lärorikt, med fokus på att främja barns kreativitet, kunskap och sociala färdigheter.
Några av de mest populära programmen på CBeebies är:
- Teletubbies: En animerad serie för små barn om fyra färgglada varelser som lever i en magisk värld.
- In the Night Garden: En fantasifull serie som utforskar en magisk trädgård och dess invånare.
- Hey Duggee: En animerad serie om en hund som leder en klubb för små djur, kallad "Squirrel Club".
- Sarah & Duck: En animerad serie om äventyren hos en liten flicka och hennes bästa vän, en anka.
- Greta Gris: En animerad serie som följer en gris och hennes familj

## Tillgänglighet och internationella versioner
CBeebies är tillgänglig i Storbritannien genom digital-TV, kabel-TV och satellit-TV. Kanalen är också tillgänglig online via BBC iPlayer, vilket möjliggör strömmande av live-TV och tidigare sända program. Internationellt finns det flera versioner av CBeebies som sänder lokalanpassat innehåll och översättningar, inklusive versioner för Nordamerika, Asien, Afrika och Mellanöstern.